# Heteroleuca flavifrons
Heteroleuca flavifrons är en fjärilsart som beskrevs av Paul Dognin 1914. Heteroleuca flavifrons ingår i släktet Heteroleuca och familjen mätare. Inga underarter finns listade i Catalogue of Life.